# Neil Wilkinson (Eishockeyspieler)
Neil Wilkinson (* 15. August 1967 in Selkirk, Manitoba) ist ein ehemaliger kanadischer Eishockeyspieler, der im Verlauf seiner aktiven Karriere zwischen  1986 und 2004 unter anderem 513 Spiele für die Minnesota North Stars, San Jose Sharks, Chicago Blackhawks, Winnipeg Jets und Pittsburgh Penguins in der National Hockey League (NHL) auf der Position des Verteidigers bestritten hat.

## Karriere
Wilkinson spielte zunächst in der Saison 1985/86 bei den Selkirk Steelers aus seiner Geburtsstadt in der Manitoba Junior Hockey League (MJHL) und in der Saison 1986/87 an der Michigan State University in der Central Collegiate Hockey Association (CCHA) der National Collegiate Athletic Association (NCAA). Zur darauffolgenden Spielzeit wechselte er in die Western Hockey League (WHL), wo er für die Medicine Hat Tigers auflief und mit diesen am Ende des Spieljahres sowohl den President’s Cup der WHL als auch den prestigeträchtigen Memorial Cup der gesamten Canadian Hockey League (CHL) gewann.
Zur Saison 1988/89 wechselte der Verteidiger in den Profibereich und lief für die Kalamazoo Wings, das Farmteam der Minnesota North Stars aus der National Hockey League (NHL), in der International Hockey League (IHL) auf. Die North Stars hatten ihn zuvor im NHL Entry Draft 1986 in der zweiten Runde an 30. Stelle ausgewählt. In der Saison 1989/90 kam Wilkinson erstmals in der NHL zum Einsatz, spielte aber weiterhin auch einige Spiele in der IHL, ebenso in der Spielzeit 1990/91 als er mit den North Stars bis ins Finale um den Stanley Cup vordrang. Im Sommer 1991 wurden die Spieler Minnesotas im NHL Dispersal Draft zwischen den North Stars und den neu gegründeten San Jose Sharks aufgeteilt, wodurch Wilkinson zu den Sharks wechselte. Nach zwei erfolglosen Jahren für San Jose, obwohl der Kanadier in der Saison 1991/92 sein bestes NHL-Jahr mit 19 Punkten in 60 Spielen hatte, wurde er für Torhüter Jimmy Waite zu den Chicago Blackhawks transferiert, die ihn nach nur elf Monaten für ein Drittrunden-Wahlrecht im NHL Entry Draft 1995 zu den Winnipeg Jets abgaben. Nach eineinhalb Jahren in Kanada erfolgte ein weiterer Wechsel im Tausch für Norm Maciver zu den Pittsburgh Penguins, wo er bis zum Ende der Spielzeit 1998/99 zumeist als Ersatzspieler zu wenigen Einsätzen kam.
Die Penguins waren seine letzte Station in der NHL. Nach einer mehr als dreijährigen Pause lief der Kanadier ab dem Sommer 2002 bis zu seinem Karriereende im Jahr 2004 in den nordamerikanischen Minor Leagues auf. Dort spielte er in der Saison 2002/03 für die Tulsa Oilers in der Central Hockey League sowie in der folgenden Spielzeit für die Jacksonville Barracudas in der kurzlebigen World Hockey Association 2 und die Fresno Falcons in der ECHL. Im Jahr 2011 wurde Wilkinson in die Manitoba Hockey Hall Of Fame aufgenommen.

## Erfolge und Auszeichnungen
| - 1986 MJHL Rookie of the Year - 1986 MJHL First All-Star Team - 1988 President’s-Cup-Gewinn mit den Medicine Hat Tigers | - 1988 Memorial-Cup-Gewinn mit den Medicine Hat Tigers - 2011 Aufnahme in die Manitoba Hockey Hall Of Fame |

## Karrierestatistik
(Legende zur Spielerstatistik: Sp oder GP = absolvierte Spiele; T oder G = erzielte Tore; V oder A = erzielte Assists; Pkt oder Pts = erzielte Scorerpunkte; SM oder PIM = erhaltene Strafminuten; +/− = Plus/Minus-Bilanz; PP = erzielte Überzahltore; SH = erzielte Unterzahltore; GW = erzielte Siegtore; 1 Play-downs/Relegation; Kursiv: Statistik nicht vollständig)